# Symbol of Life
Symbol of Life ist das neunte Studioalbum der englischen Band Paradise Lost. Es erschien im Oktober 2002.

## Entstehung und Stil
Für Symbol of Life konnte sich die Band nach dem weniger druckvollen Album Believe in Nothing die Dienste von Rhys Fulber (u. a. Fear Factory) sichern. Das Album wurde von Juni bis Juli 2002 in den Chapel Studios, Lincolnshire und den Dreamcatcher Recording Studios, Bradford, aufgenommen. Dabei sang Lee Dorrian beim Titel Erased mit, Joanna Stevens bei Erased, Primal und Mystify und Devin Townsend bei Two Worlds und dem Cover Smalltown Boy von Bronski Beat, das neben Xavier von Dead Can Dance den Weg auf die Limited Edition fand. Stilistisch verwendete die Band wieder einige molllastige Metal-Riffs, die elektronischen Elemente der drei Vorgängeralben werden jedoch weiterhin in starkem Maße verwendet.

## Rezeption
Eduardo Rivadavia von AllMusic vergab für Symbol of Life drei von fünf Sternen. Rivadavia bezeichnete das Smalltown Boy Cover als „Beleidigung“ für die Metal-Fanbasis der Band, wiewohl die Album-Highlights „meist zufriedenstellend“ seien. Im Rock Hard schrieb Uwe „Buffo“ Schnädelbach: „Mit Symbol of Life ist das zwischenzeitlich verloren geglaubte Paradies wieder ein ganzes Stück näher gerückt.“ Die Wertung war acht von zehn Punkten.

## Titelliste
1. Isolate – 3:43
2. Erased – 3:31
3. Two Worlds – 3:29
4. Pray Nightfall – 4:11
5. Primal – 4:23
6. Perfect Mask – 3:46
7. Mystify – 3:49
8. No Celebration – 3:45
9. Self Obsessed – 3:07
10. Symbol of Life – 3:55
11. Channel for the Pain – 3:53
12. Xavier (Cover von Dead Can Dance) – 6:04
13. Smalltown Boy (Cover von Bronski Beat) – 5:20

Die Titel 12 und 13 sind Bonustitel der limitierten Edition.

## Chartplatzierungen
| ChartsChartplatzierungen | Höchstplatzierung | Wochen |
| ------------------------ | ----------------- | ------ |
| Deutschland (GfK)        | 16 (6 Wo.)        | 6      |
| Schweiz (IFPI)           | 77 (1 Wo.)        | 1      |